# Jubair Hossain
Jubair Hossain (nacido el 12 de septiembre de 1995) es un jugador de críquet de Bangladés. Hizo su debut en partido de prueba para Bangladés contra Zimbawe el 25 de octubre de 2014. Hizo su One Day International (ODI) debut en la misma gira en el cuarto partido de ODI, el 28 de noviembre de 2014.

## Prueba lances cinco wicket
| # | Figures | partido | adversario | lugar del proceso             | ciudad     | país      | año  | resultado |
| - | ------- | ------- | ---------- | ----------------------------- | ---------- | --------- | ---- | --------- |
| 1 | 5/96    | 3       | Zimbabue   | Zohur Ahmed Chowdhury Stadium | Chittagong | Bangladés | 2014 | Won       |